# Rocchetto (paramento liturgico)

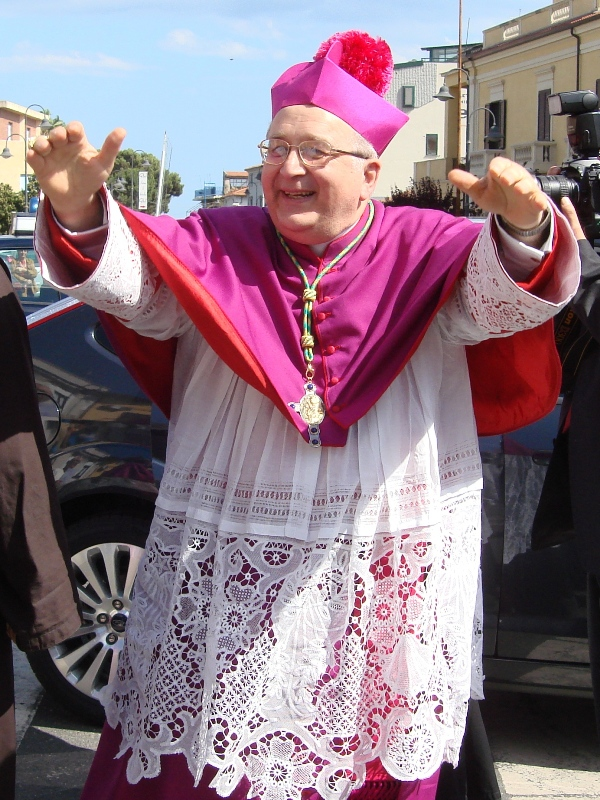
Mons. Giuseppe Fiorini Morosini indossa il rocchetto

Il rocchetto è un paramento liturgico consistente in una sopravveste bianca, solitamente di lino, con pizzo e lunga fino a mezza gamba.

## Caratteristiche
Simile per forma e funzioni alla cotta, il rocchetto si differenzia da essa per forma o ricamo più ricco ed elegante e per le maniche lunghe fino al polso e strette. Generalmente le maniche sono foderate internamente di rosso o di bianco (per il Papa) e si presenta chiuso al collo con un gancio o un nastro (questi elementi non sono presenti nella cotta).

## Utilizzo
Viene indossato nell'abito corale dal Papa, dai cardinali, dai vescovi, dai Prelati Superiori dei Dicasteri della Curia romana che non hanno la dignità episcopale, dagli Uditori della Sacra Rota Romana, dal Promotore Generale di Giustizia e dal Difensore del Vincolo nel Supremo tribunale della Segnatura apostolica, dai Protonotari Apostolici de numero, dai Chierici della Camera Apostolica e dai Prelati dell'Anticamera Pontificia. Esso può essere utilizzato da qualunque chierico che, se insignito di particolari uffici, può avere le maniche foderate secondo il grado. Il rocchetto può essere infine indossato dai parroci aventi il titolo di arciprete.

Il Papa, i cardinali ed i vescovi lo indossano sotto la mozzetta, mentre i prelati sopra menzionati lo portano sotto la mantelletta.

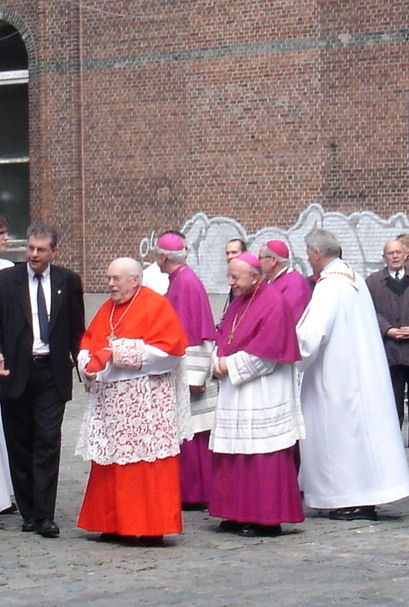
Il cardinale Godfried Danneels indossa il rocchetto
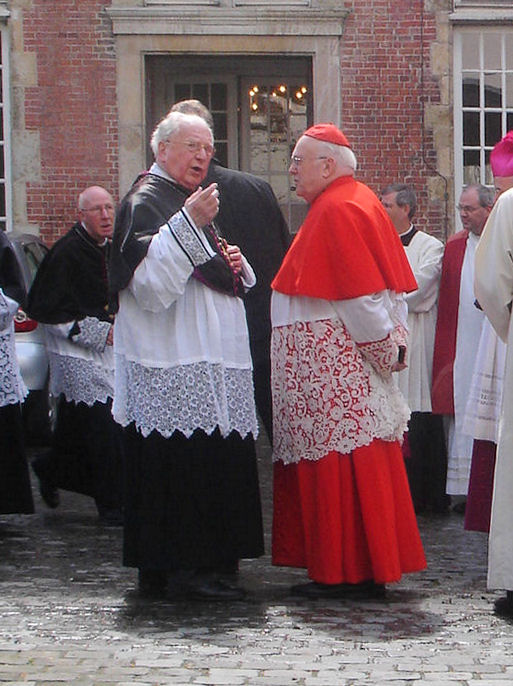
Due ecclesiastici con il rocchetto
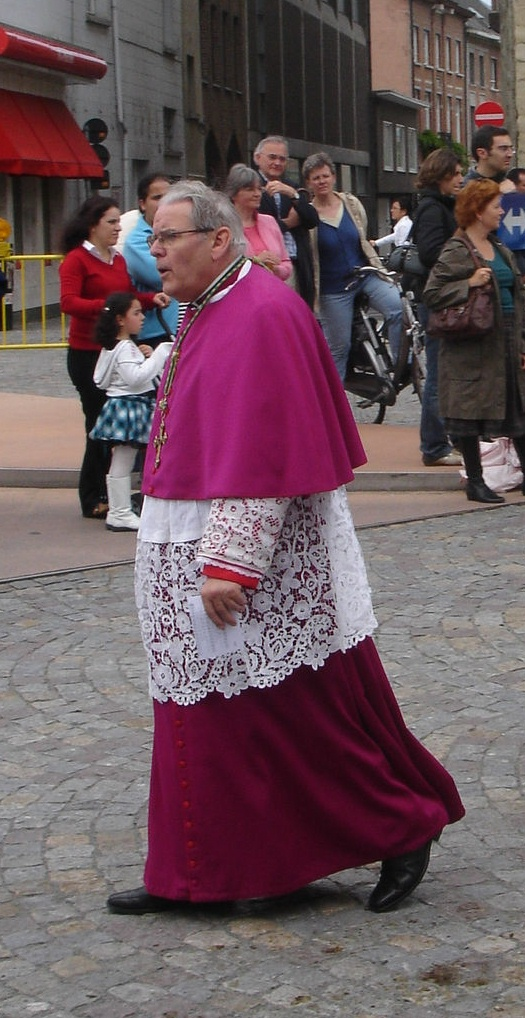
Mons. Roger Joseph Vangheluwe indossa il rocchetto
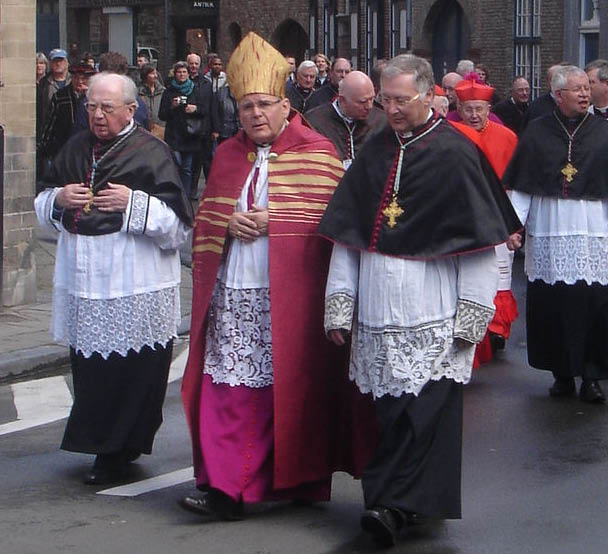
Mons. Roger Joseph Vangheluwe (al centro, con il piviale) e altri canonici indossano il rocchetto
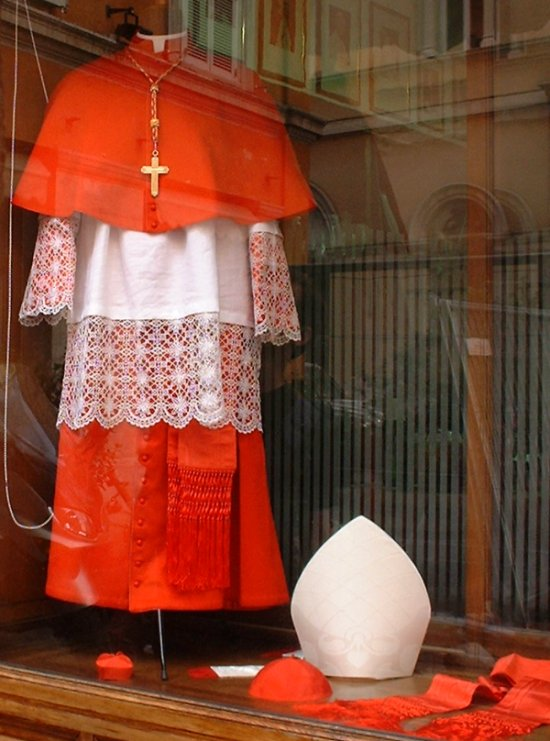
Esempio di abito corale cardinalizio: si noti il rocchetto
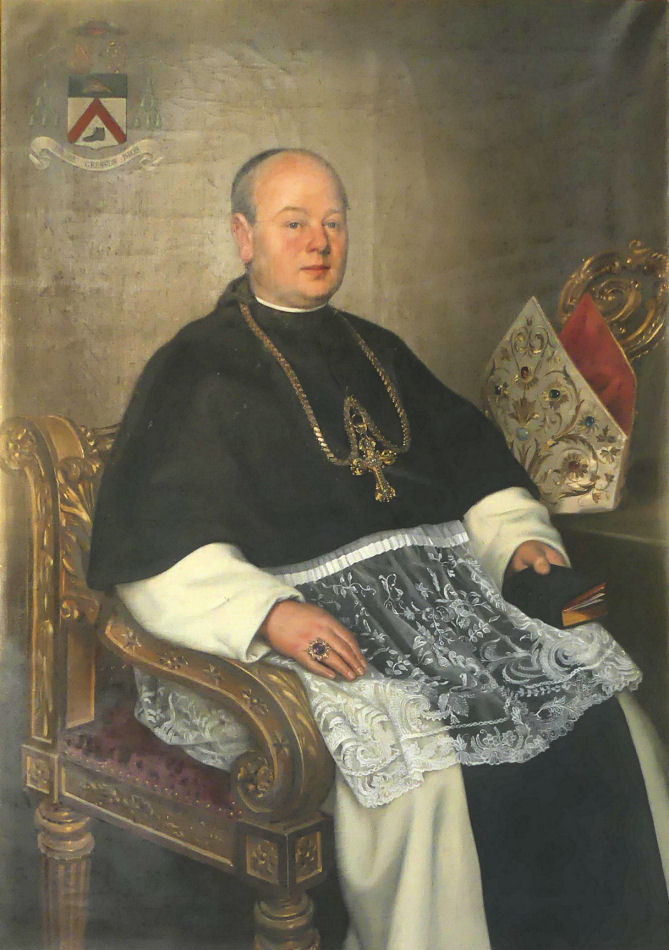
Un abate indossa il rocchetto